# Bernhard Grzimek

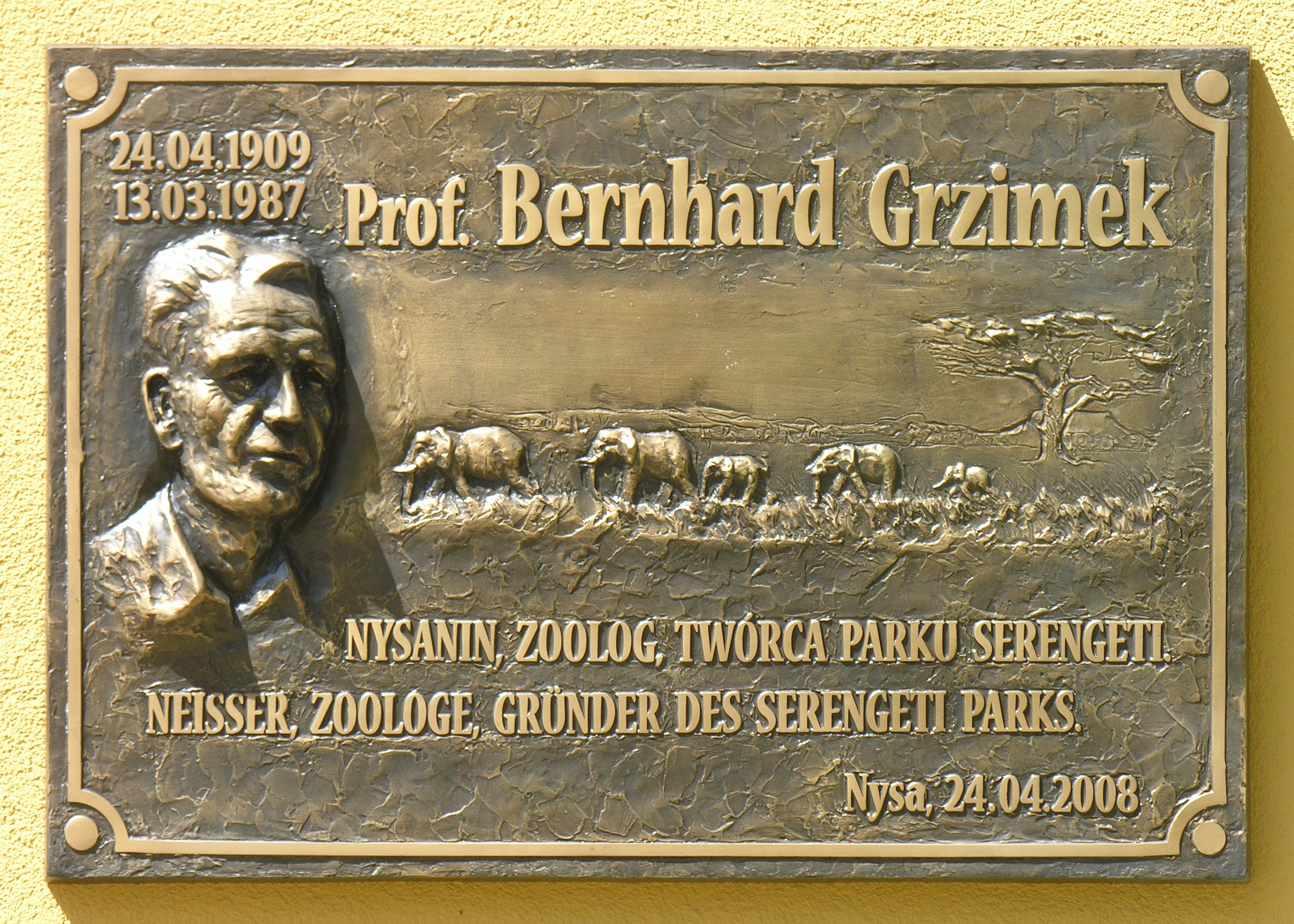
Tablica ku czci Bernharda Grzimka w Nysie

Bernhard Klemens Maria Grzimek (ur. 24 kwietnia 1909 w Nysie, zm. 13 marca 1987 we Frankfurcie nad Menem) – niemiecki lekarz weterynarii, zoolog, założyciel Narodowego Parku Serengeti, wyróżniony w 1960 Oscarem za film dokumentalny o Serengeti. Był to pierwszy niemiecki film, który uzyskał tę nagrodę. Odbył liczne podróże przyrodnicze, głównie do Australii i Afryki.

## Życie
Urodził się w Nysie w budynku przy obecnej ul. Wrocławskiej 24/25. Ojciec, adwokat i notariusz pochodzący ze Zwiastowic koło Prudnika, osierocił go w wieku trzech lat i wychowała go matka Margarete. Ukończył w 1928 nyskie liceum, po czym podjął studia weterynaryjne w Lipsku, kontynuując je w Berlinie, gdzie uzyskał doktorat w 1933. Po studiach pracował w swoim zawodzie w ministerstwie rolnictwa i innych ministerstwach związanych z rolnictwem. Prowadził także badania nad zoopsychologią, między innymi w Stadninie Koni Janów Podlaski. W czasie II wojny światowej służył w Wehrmachcie, nie pełniąc jednak służby frontowej. W czasie II wojny światowej wielokrotnie ukrywał Żydów. Od 1 maja 1945 dyrektor ogrodu zoologicznego we Frankfurcie nad Menem, który odbudował ze zniszczeń wojennych. Zoo tym kierował do 1974. Jednocześnie prowadził szeroką działalność popularyzatorską i skierowaną na ochronę przyrody. Napisał kilkadziesiąt książek o tej tematyce, zrealizował kilka filmów i prowadził stały program telewizyjny. Jego książki miały wiele wydań także w przekładach.

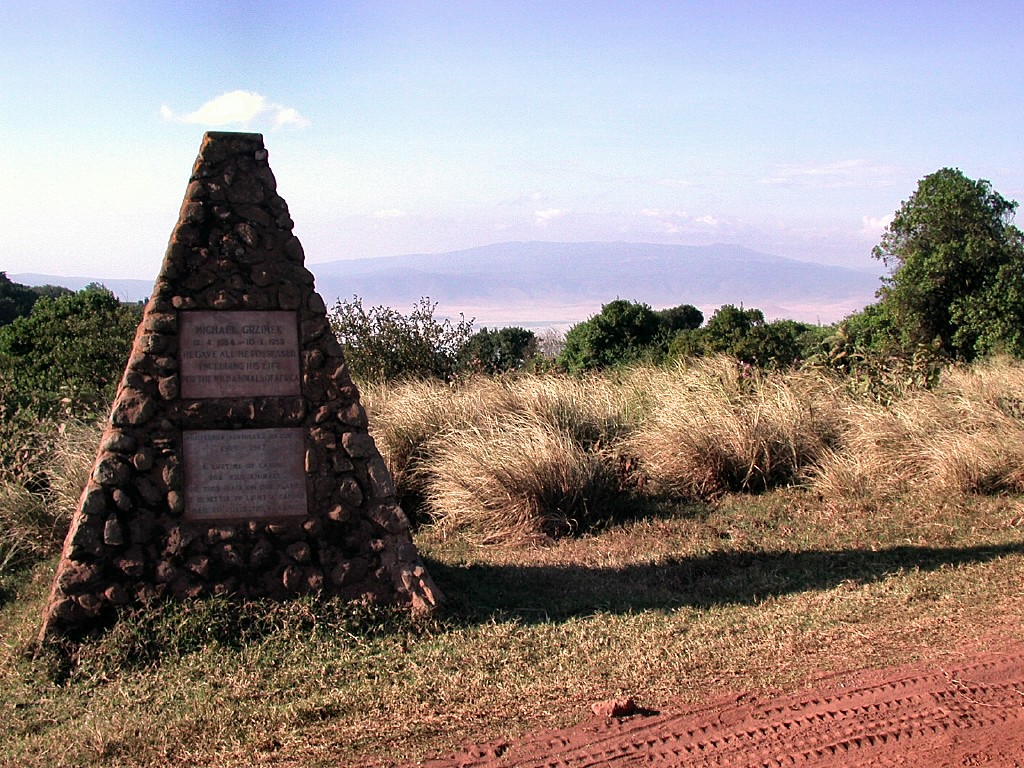
Grób Bernharda i Michaela Grzimków w Ngorongoro.

Był zaangażowany w ochronę Parku Narodowego Serengeti, pełnił funkcje kuratora parków narodowych w Ugandzie i Tanzanii.
Bernhard Grzimek miał trzech synów, w tym jednego adoptowanego. Jego drugi syn Michael Grzimek, również zoolog, był najbliższym współpracownikiem ojca; zginął w 1959 w wypadku lotniczym w kraterze Ngorongoro, podczas kręcenia filmu nagrodzonego później Oscarem. Pochowany został na terenie rezerwatu. Bernhard Grzimek ożenił się po latach z wdową po synu i adoptował swoje wnuki. Gdy zmarł, został pochowany również w rezerwacie Ngorongoro w Tanzanii, w jednym grobie z synem.
Odznaczony Wielkim Niemieckim Krzyżem Zasług, doktor honoris causa Uniwersytetu Berlińskiego. Uhonorowany znaczkiem wydanym przez Pocztę Niemiecką w 2009.
W 2008 na ścianie budynku rektoratu Państwowej Wyższej Szkoły Zawodowej w Nysie przy ul. Armii Krajowej 7, odsłonięto tablicę upamiętniającą Bernharda Grzimka.

## Dzieła Grzimka

### Filmy
- 1956: Kein Platz für wilde Tiere
- 1959: Serengeti darf nicht sterben Serengeti nie może umrzeć(inne języki) (film nagrodzony Oskarem)
- 1956–1980: Ein Platz für Tiere (Fernsehreihe der ARD; bis 1987 gekürzte Neubearbeitungen)

### Książki i inne publikacje
- 1933: Das Arteriensystem des Halses und Kopfes, der Vorder- und Hintergliedmaße von Gallus domesticus. Doktorat, Humboldt-Universität Berlin.
- 1933: Das kleine Geflügelbuch. Deutscher Verlag, Berlin.
- 1933: Geflügel richtig füttern
- 1934: Das Eierbuch
- 1936: Handbuch für Geflügelkrankheiten, später als Neuauflage unter dem Titel: Krankes Geflügel
- 1941: Wir Tiere sind ja gar nicht so! Franckh’sche Verlagshandlung
- 1943: Unsere Brüder mit den Krallen
- 1943: Wolf Dschingis: Neue Erlebnisse, Erkenntnisse und Versuche mit Tieren. Franckh’sche Verlagshandlung.
- 1949: Die Elefantenschule
- 1951: Affen im Haus und andere Tierberichte, Franckh’sche Verlagshandlung
- 1952: Flug ins Schimpansenland: Reise durch ein Stück Afrika von heute, Franckh’sche Verlagshandlung
- 1954: Kein Platz für wilde Tiere
- 1956: 20 Tiere und ein Mensch
- 1956: Thulo aus Frankfurt Rund um die Giraffe, Franckh’sche Verlagshandlung
- 1959: Serengeti darf nicht sterben (über die Arbeit am Film)
- 1962: Auch Nashörner gehören allen Menschen
- 1962: Das Tierhaus in den Bergen, Jugendbuch
- 1963: Wir lebten mit den Baule. Flug ins Schimpansenland, Ullstein Taschenbuch (Neuausgabe des Buches von 1952)
- 1965: Wildes Tier, weißer Mann
- 1966: Mit Grzimek durch Australien
- 1967: Grzimeks Tierleben
- 1969: Grzimek unter Afrikas Tieren: Erlebnisse, Beobachtungen, Forschungsergebnisse
- 1974: Auf den Mensch gekommen: Erfahrungen mit Leuten
- 1975: 20 Tiere und ein Mensch (DDR Lizenzausgabe erschienen beim Henschelverlag Berlin)
- 1977: Und immer wieder Pferde. Kindler
- 1979: Vom Grizzlybär zur Brillenschlange: Ein Naturschützer berichtet aus vier Erdteilen, Kindler
- 1980: Einsatz für Afrika: Neue Erlebnisse mit Wildtieren, Kindler
- 1984: Tiere, mein Leben: Erlebnisse und Forschungen aus fünf Jahrzehnten, Harnack
- 1987-89: Grzimeks Enzyklopädie der Säugetiere (Herausgeber)
- 2009: Mein Leben.

## Prace Grzimka wydane w języku polskim
- Nie ma miejsca dla dzikich zwierząt, Warszawa 1964
- Serengeti nie może umrzeć: 367000 zwierząt szuka swego państwa, Nasza Księgarnia, Warszawa 1968
- Dwadzieścia zwierząt i jeden człowiek, Wiedza Powszechna, Warszawa 1965
- Z kamerą przez Australię, Wiedza Powszechna, Warszawa 1970
- Tropiliśmy słonia Tiemoco, Nasza Księgarnia, Warszawa 1972